# Bikkour Holim
Le Bikkour Holim (en hébreu : ביקור חולים - visite aux malades) est l'une des plus importantes mitzvot (commandement) du judaïsme. En effet, selon le traité talmudique Shabbat, 

« Voici les choses dont l'homme mange les fruits en ce monde et perçoit l'usufruit dans le monde à venir : le respect du père et de la mère, la générosité, le lever matinal [pour se rendre] à la maison d'étude le matin et le soir, l'introduction d'hôtes, la visite aux malades, l'introduction de la fiancée, l'accompagnement des défunts, l'attention [pendant] la prière, l'apport de la paix entre l'homme et son prochain ; et l'étude de la Torah l'emporte sur tous. »

La visite des malades est, outre un acte de générosité (גמילות חסדים), hautement thérapeutique, puisqu'elle enlève au malade 1/60 de sa maladie (toujours selon le Talmud). Il ne suffit évidemment pas de le « visiter » ou de s'enquérir de sa santé, mais aussi de s'intéresser à ses besoins, d'y pourvoir dans la mesure du possible (Hillel[Qui ?] n'hésita pas, pour soulager un notable tombé dans le dénuement, à l'escorter et à annoncer le grand homme qui arrivait), et en un mot, de le détourner de sa souffrance.

## Origines de la prescription

### Dans la Bible
Le début de la parasha Vayera (Gen. 18:1) nous montre précisément Dieu apparaissant à Abraham assis à l'entrée de sa tente à Eloné Mamré.
Ce récit faisant suite à la circoncision d'Abraham, les Sages n'hésitent pas à les lier causalement : Dieu est venu rendre visite à Abraham convalescent. (Bereshit Rabba 49:4 sur Gen. 18:19).
De même, II Rois 20:1 nous montre Isaïe ben Amotz rendant visite au Roi Ezéchias, tombé malade.

### Dans le Talmud
Outre le passage cité supra, le traité Baba Metzia 30b enseigne : 

« [Enseigne leur] le chemin sur lequel ils doivent aller (את הדרך ילכו בה, Ex. 18:20). Aller (ילכו), c'est la visite aux malades. »

C'est dans ce même passage qu'il est question du 1/60ème de la maladie retiré. A la question si "visiter 60 fois le malade" enlèverait toute la maladie, il est répondu que ça doit être 60 fois le même visiteur.
On apprend également dans Nedarim 39b que cette prescription est réalisable ad libitum, y compris chez le même malade. 
Dans l'un des rares passages où le Talmud semble se répéter (Traité Berakhot 4b), on apprend que deux Sages se sont mutuellement rendus visite alors qu'ils étaient malades. En réalité, le premier a miraculeusement guéri le second, et le second a miraculeusement guéri le premier. Le premier ne pouvait-il pas se guérir lui-même ? C'est qu' "on ne peut sortir de sa propre prison."

## En pratique
Selon le Choulhan Aroukh (Yore De'a 335), la visite aux malades est une obligation. On veillera le malade et on priera pour sa guérison. On évitera de s'y rendre si son état psychologique ne le permet pas, et on s'assure qu'il (ou elle) est en état (et en tenue) satisfaisant pour une visite.
Il est conseillé de ne pas rendre visite aux trois premières et aux trois dernières heures de la journée (et cela correspond en pratique aux horaires des soins médicaux).
La plupart des prescriptions sont celles que dicterait intuitivement le bon sens : laisser le malade s'exprimer le premier, ce qui évite de montrer sa propre angoisse, et permet un dialogue ouvert, ou au moins centré sur les champs d'intérêt du patient (patio : qui souffre); ne pas insister, et surtout ne pas parler de ses propres problèmes; en cas d'impossibilité de rendre effectivement visite, téléphoner ou écrire (c'est même parfois conseillé avant de réaliser une « vraie » visite) ; etc.
Les prières usuelles se veulent rassurantes : on insiste davantage sur la guérison complète (refoua shelema ou El na refah lo (pour un homme)/ El na refah na la (pour une femme) que sur les prières ou le repentir, qui pourraient susciter l'angoisse.